# Shijak
Shijak (též v určitém tvaru Shijaku) je malé město a zároveň obec nacházející se v Albánii v okrese Drač. Městečko leží v nadmořské výšce 51 m n. m. na říčce Lumi Erzenit. Počet obyvatel při sčítání v roce 2011 činil 34 513, z toho v samotném městě žilo 7 568 osob.

## Etymologie
Podobně jako v případě města Shëngjin vznikl i název Shijak, a to z latinského Sanctus Iacobus, svatý Jakub. Postupnými jazykovými změnami v albánštině z původního latinského názvu vzniklo současné jméno Shijak. Turecký název z doby nadvlády Osmanské říše zní Şayak. 

## Geografická poloha
Město se nachází 11 km východně od Drače, 38 km západně od Tirany, 120 km severně od Vlory, 90 km severozápadně od Elbasanu a 190 km západně od Pogradce. Nachází se ve střední v části Albánie a blízkosti hlavním ekonomickým i populačním centrům země, na západním svahu horského hřebenu, který odděluje pobřežní nížinu od Tiranské roviny. 
Shijak hraničí s obcemi Xhafzotaj, Gjepalaj a Maminas. Administrativně se dělí na tři jednotky. Rozloha obce činí 3,5 km2. 

## Přírodní poměry
Podnebí je typicky středomořské s chladnými a vlhkými zimami a horkými a suchými léty.

## Historie
V okolí současného města lze nalézt pozůstatky osídlení z období paleolitu. 
Osada zde vznikala již v dobách před příchodem Turků. Vhodné podmínky představovala řeka, kterou musely tehdejší obchodníci přebrodit. V té době zde také vznikl kostel, který byl později Osmany zbořen. 
Na svém současném místě bylo město založeno v roce 1880. Z malé vesnice postupně vznikla obec s hospodou, pekařstvím, kavárnou a mešitou. Po jistou dobu je v 19. století nicméně zmiňováno především díky svému trhu (bazaru), který umožnil počáteční vzestup. Usadili se zde také bosenští Muslimové (Bosňáci), kterým Sali bej Deliallisi nabídl založení dvou vesnic. Díky blízkosti Tirany se obci dařilo i na počátku 20. století.

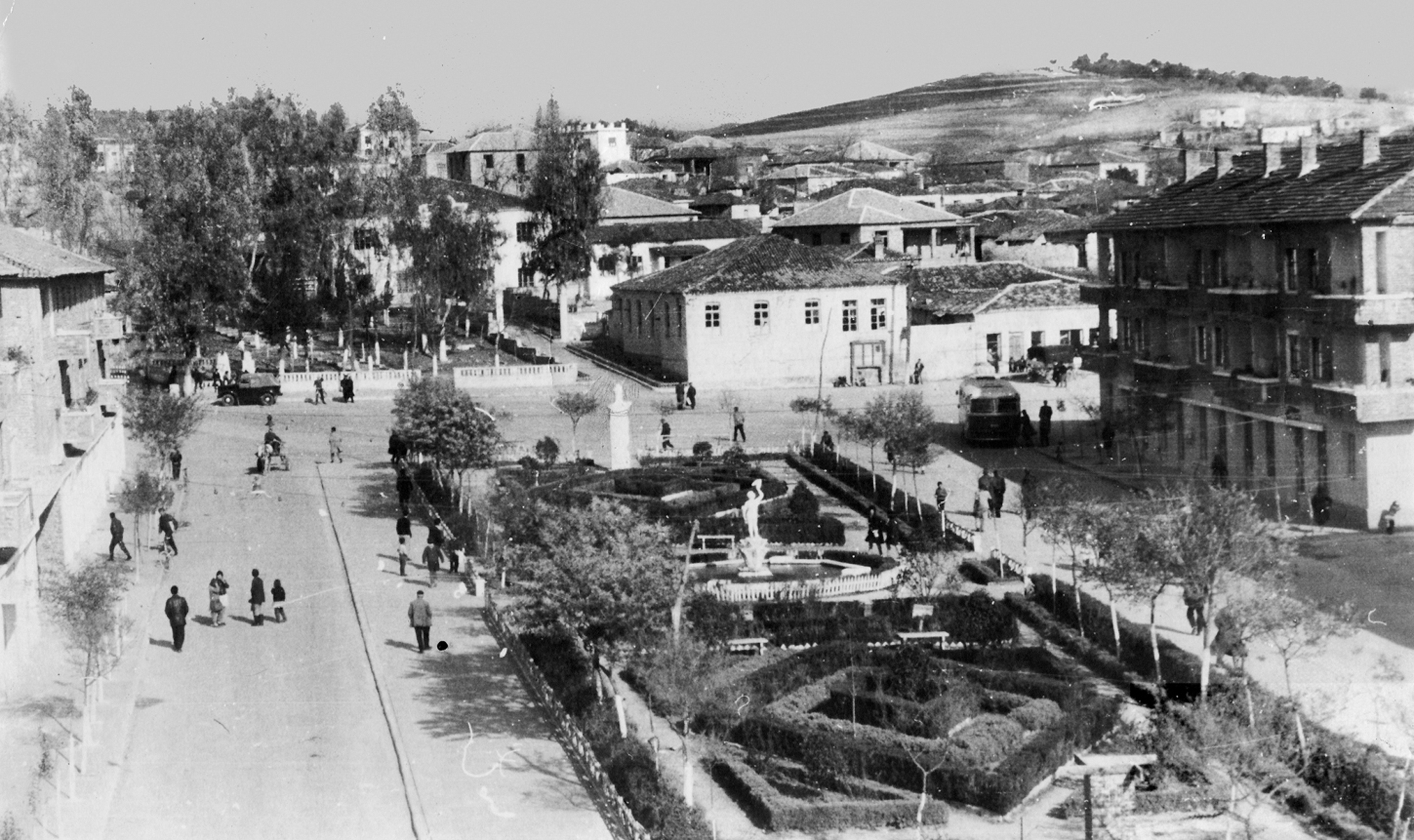
Střed města v roce 1964.

V období okolo první světové války pocházela ze Shijaku řada bojovníků proti Essadu Pashovi, který chtěl svrhnout tehdejší albánskou vládu a ustanovit nový stát, podporovaný tehdejším Srbskem. V květnu 1914 vypuklo v Shijaku (a v Kavaji) povstání, které se rozšířilo do celého okolí Tirany a Drače.
V roce 1930 bylo rozhodnuto o komplexní urbanistické změně rychle rostoucího města. Na základě francouzského urbanistického plánu bylo město přestavěno, především jeho síť ulic. Ve 40. letech 20. století zde stálo 216 domů a 1352 obyvatel, v současné době zde žije okolo dvanácti tisíc lidí.
Během existence komunistické Albánie stálo malé město mimo zájem plánu rozvoje a industrializace země. V obci a jejím okolí bylo rozvíjeno především potravinářství a vinařství. Po roce 1991 řada místních obyvatel odešla nejen ze Shijaku, ale i z Albánie. Shijak dnes těží ze své polohy mezi metropolitními oblastmi Tirany a Drač, v jejichž blízkosti vzniklo několik továren a řada menších společností.
V současné době je vzhledem k rychlému růstu nedaleké Drače intravilán obce postupně propojován s dračskými předměstími. I samotné město se rozrůstá co do počtu obyvatel, a to zhruba tempem 1 % ročně.

## Obyvatelstvo
Shijak je jedním z mála albánských měst, resp. obcí, které vykazují rostoucí trend z hlediska počtu obyvatel. V roce 2011 se z místních 7 568 obyvatel hlásilo 82,06 % k sunnitskému islámu, 0,48 % k Římskokatolické církvi a 0,74 % k ortodoxnímu křesťanství.

## Samospráva
Současné město jako separátní entita vzniklo na základě samosprávné reformy albánských obcí a měst v roce 2015. Má vlastní městský úřad, který má deset odborů a zaměstnává 33 lidí. Shijak byl prvním městem v Albánii, v jehož čele na pozici starostky stanula poprvé žena. 

## Doprava

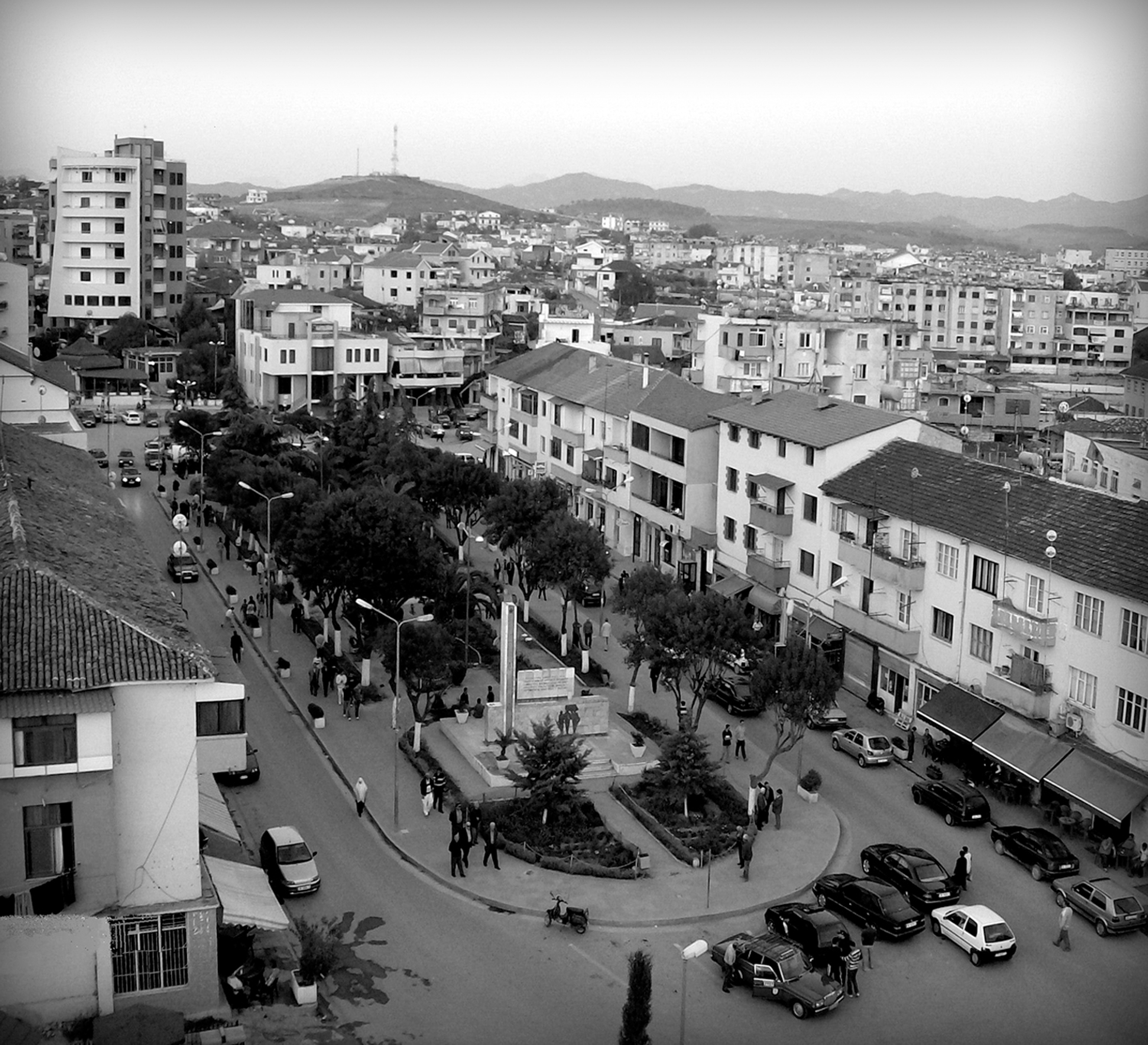
Hlavní náměstí v roce 2008.

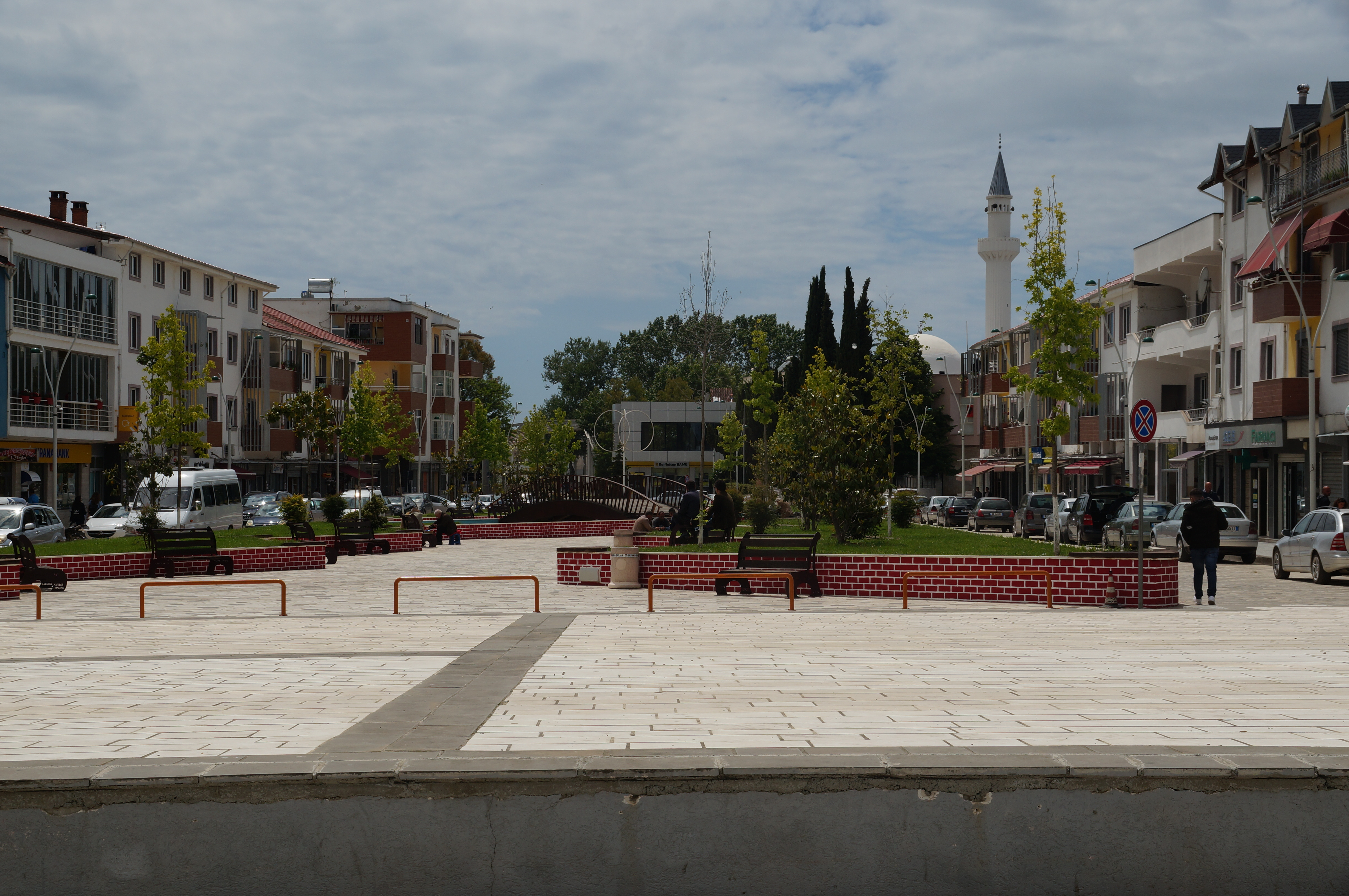
Střed města v roce 2019.

Severně od města Shijak je vedena čtyřproudá silnice SH2, která zajišťuje silniční spojení mezi Dračí a Tiranou. Ve stejném směru poté existuje i železnice. Samotný Shijak však vlastní nádraží nemá; nejbližší železniční stanice na trati Drač–Peqin se nachází v obci Sukth.

## Kultura
Město má své kulturní centrum, které financuje radnice města. Místní palác kultury má divadelní scénu s 570 místy k sezení a malý jednací sál s kapacitou padesáti míst. 
V Shijaku bylo zřízeno rovněž i městské muzeum. 

## Školství
Ve městě působí 3 mateřské, 3 základní a jedna střední škola. 

## Sport
Místní fotbalový klub se jmenuje KF Erzeni Shijak, který byl založen v roce 1931. V Shijaku působí i volejbalový tým. 

## Významné osobnosti
- Xhelal Deliallisi, signatář albánské deklarace nezávislosti
- Ymer bej Deliallisi, signatář albánské deklarace nezávislosti
- Ibrahim Efendiu, signatář albánské deklarace nezávislosti
- Armand Duka, předseda albánského fotbalového svazu
- Niko Bespalla, albánský fotbalista
- Arbër Çyrbja, albánský fotbalista
- Amer Duka, albánský fotbalista
- Klement Zguri, politik